# نيل هاغرتي
نيل هاغرتي (بالإنجليزية: Neil Hagerty)‏ هو مغني وعازف قيثارة أمريكي، ولد في 1965 في بالتيمور في الولايات المتحدة.

## وصلات خارجية
- نيل هاغرتي على موقع ميوزك برينز (الإنجليزية)
- نيل هاغرتي على موقع أول ميوزيك (الإنجليزية)
- نيل هاغرتي على موقع أول ميوزيك (الإنجليزية)
- نيل هاغرتي على موقع ديسكوغز (الإنجليزية)